# 大姚県
大姚県（だいよう-けん）は中華人民共和国雲南省楚雄イ族自治州に位置する県。

## 行政区画
下部に8鎮、3郷、1民族郷を管轄する。
- 鎮
  - 金碧鎮、石羊鎮、六苴鎮、竜街鎮、新街鎮、趙家店鎮、三岔河鎮、桂花鎮
- 郷
  - 曇華郷、鉄鎖郷、三台郷
- 民族郷
  - 湾碧タイ族リス族郷